# Via de' Rondinelli
Via de' Rondinelli è una strada di Firenze, che va da piazza Antinori a via de' Cerretani, immettendosi nello stesso punto dove arriva via de' Banchi. Si tratta di un prolungamento ideale di via de' Tornabuoni, con la quale ha in comune la presenza di numerosi antichi palazzi nobiliari.
Il nome della strada deriva dalla famiglia Rondinelli, anche se non è chiaro il perché, in quanto le case documentate della famiglia si trovavano nella zona di Borgo San Lorenzo, dove resta per esempio visibile la torre dei Rondinelli inglobata nell'Osservatorio Ximeniano.
La strada si chiamava un tempo più propriamente via dei Carnesecchi. Qui infatti i Carnesecchi avevano le loro case sino dal milletrecento. Un piccolo cartiglio sotto il nome della via recita infatti : già via de' Carnesecchi
Al numero 1, opposto al vicino palazzo Antinori, si trova il palazzo Adorni Braccesi, con uno stemma Adorni sulla cantonata. Sullo stesso lato al numero 3 si trova il palazzo Franceschi, cinquecentesco, e poco più avanti, al sette, palazzo Ginori, dove una targa ricorda che vi abitò Carlo Lorenzini, più noto come "Collodi", l'autore di Pinocchio. Il lato opposto si apre sulla piazza con palazzo Pasquali (numero 2), edificato a partire dalle fortune del medico granducale Andrea Pasquali nel XVI secolo. Lo stemma sulla cantonata, del cervo rampante con una stella, è dei Pasquali. Anche l'attiguo palazzo Portigiani venne in seguito acquistato dai Pasquali, attraverso il legame con la famiglia Da Cepparello. Oggi è sede di una banca e lo stemma sulla facciata è dei Portigiani.